# Bitwa pod Tanagrą
Bitwa pod Tanagrą – starcie zbrojne rozegrane w 457 r. p.n.e. w Beocji między wojskami dwóch największych podówczas potęg starożytnej Hellady - Sparty i Aten, zakończone zwycięstwem tej pierwszej. Odbyło się ono w ramach konfliktu obu tych poleis poprzedzającego nadejście wojny peloponeskiej (431-404 p.n.e.) i mimo nasilających się już wcześniej nieprzyjaznych stosunków między nimi, było pierwszą bezpośrednią konfrontacją ich wojsk.
Genezy bitwy należy doszukiwać się przede wszystkim w powstaniu w 478 r. p.n.e. symmachii ateńskiej (znanej także jako Związek Delijski lub I Związek Morski), czyli przymierza między Ateńczykami a tymi poleis z wysp ulokowanych na Morzu Egejskim, które poczuły się zagrożone najazdem ze strony Perskiej. Prawdziwe intencje Ateńczyków zaczęły jednak ujawniać się dopiero po czasie, bowiem przymierze to miało pełnić funkcję nie tylko obronną, ale przede wszystkim miało stanowić podstawę dla rodzącego się wówczas ateńskiego imperializmu. Wydarzenia te zbiegły się w czasie z ostatecznym dojściem do władzy w tej polis demokratów pokroju Efialtesa, który w 462 r. p.n.e. doprowadził do odebrania większości uprawnień Areopagowi i przekazania ich w ręce Rady Pięciuset oraz heliai. Tym samym największym zagrożeniem dla świeżo przedsięwziętej polityki ateńskiej stali się Spartanie, z którymi stosunki zaczęły się pogarszać zaraz po wypędzeniu z Aten Kimona (wskutek ostracyzmu z 462 r. p.n.e.) - przywódcy stronnictwa arystokratycznego, który był zwolennikiem utrzymania przymierza z Lacedemończykami. Pierwszym działaniem Ateńczyków wymierzonym w Spartę było zawarcie sojuszów z Argos, jej odwiecznym rywalem na Peloponezie, i Megarą, jej zbuntowanym sojusznikiem. Celem Aten stało się również doprowadzenie do izolacji Koryntu - drugiego najważniejszego po Sparcie członka symmachii peloponeskiej - a także rozszerzanie swoich wpływów w Grecji środkowej, gdzie dotychczas silną pozycję zajmowały miasta beockie, tradycyjnie związane z Lacedemończykami. 
Ateńczycy dobrze zdawali sobie sprawę z tego, że ich działania prędzej czy później doprowadzą do bezpośredniego starcia ze Spartą, którym okazała się bitwa pod Tanagrą. W latach 459-457 p.n.e. miasto zostało ufortyfikowane - wzniesiono tzw. długie mury łączące je z portami w Pireusie i Faleronie - przez co stało się praktycznie nie do zdobycia ze strony lądu. Tymczasem w 457 r. p.n.e. hoplici spartańscy pojawili się w Beocji, gdzie raz jeszcze udowodnili, że nikt w Grecji nie może się z nimi równać. Sukces Lacedemończyków pod Tanagrą nie miał jednak istotnych konsekwencji politycznych - nie przeszkodził Ateńczykom we wzmacnianiu swojej pozycji w Grecji środkowej. Jeszcze tego samego roku rozbili oni siły Beotów, co ugruntowało ich wpływy w Fokidzie i sanktuarium Apollina w Delfach.